# Dez Milhas Garoto
A Dez Milhas Garoto é uma corrida de rua com 10 milhas, com 16 mil e noventa e três metros, realizada nas cidades de Vitória e Vila Velha no Espírito Santo, Brasil. É a mais tradicional e importante corrida do Espírito Santo entre os corredores profissionais e amadores. Os brasileiros Marílson Gomes dos Santos com quatro vitórias e Márcia Narloch com seis vitórias são os maiores vencedores da prova.

## História
A Dez Milhas Garoto organizada pela empresa Chocolates Garoto, foi criada em 1989 para celebrar o aniversário de 60 anos da empresa, antes conhecida como "Corrida Rústica", era apenas entre funcionários e a comunidade do entorno da empresa, com o trajeto somente em Vila Velha. A partir de 1990, o percurso começou a abranger também a capital do Espírito Santo, Vitória, e além disso, passou a se chamar "Dez Milhas Garoto". A prova é oficializada pela Confederação Brasileira de Atletismo (CBAt) e Federação Capixaba de Atletismo (FECAt).
Em 2001 a prova não foi realizada devido ao processo de reestruturação na empresa. Porém, em 2002 a prova volta a ser realizada, trazendo novidades como a 1ª Corrida Garotada.
Em 2013, os quenianos Edwin Kipsang, no masculino, e Nancy Kipron, no feminino, chegaram na frente. Os brasileiros que mais se destacaram na prova foram Giovani dos Santos, que chegou na terceira posição, e a medalista de prata nos Jogos Pan-americanos de 2011 nas provas dos 5.000 e 10.000 metros, Cruz Nonata da Silva, que foi a quarta colocada.
Na prova de 2014, o etíope Leul Gerbreselassie vence a prova masculina seguido do queniano Joseph Kachapin Aperumoi e do brasileiro Daniel Chaves da Silva. Na prova feminina, a queniana Delvine Relin chega em primeiro com a representante da Tanzânia Failuna Abdi Matanga em segundo e em terceiro a brasileira Cruz Nonata da Silva.
Em 2015, os quenianos Edwin Kipsang e Delvine Relin, pela segunda vez, venceram as provas masculina e feminina, respectivamente. Os melhores brasileiros chegaram em terceiro lugar, Giovani dos Santos e Sueli Pereira. Na disputa que não envolvia os 23 corredores da elite, o melhor capixaba entre os homens foi Alessandro Paula da Silva e entre as mulheres foi Márcia Casagrande.
Em 2016 a prova foi realizada em setembro diferentemente dos anos anteriores que acontecia em agosto em decorrência da realização dos Jogos Olímpicos de 2016.
O queniano Joseph Kachapin Aperumoi conquista o bicampeonato na prova masculina enquanto Giovani dos Santos fica com a segundo colocação. Na prova feminina foi vencida por Consolata Cherotich também do Quênia. A melhor brasileira foi Kleidiane Barbosa na segunda colocação. Os melhores capixabas foram Alequessandro da Silva e Jenaina Tolentino. Edicarlos dos Santos venceu a prova para cadeirantes.
Em 2017 a prova foi realizada novamente em setembro. O etíope Belete Adere Tola vence a prova masculina enquanto Gilmar Silvestre Lopes fica com a segundo colocação. Na prova feminina foi vencida pela queniana Esther Chesang Kakuri. A melhor brasileira foi Joziane Cardoso na terceira colocação. Os melhores capixabas foram Valério de Souza e Tiane Marcarini.
Em 2018 o brasileiro Wellington Bezerra da Silva venceu a prova masculina após oito anos de domínio africano. Na prova feminina foi vencida novamente pela queniana Esther Chesang Kakuri. A melhor brasileira foi Franciane dos Santos Moura na terceira colocação.
A prova de 2020 foi cancelada devido à Pandemia da Covid-19.

## Percurso

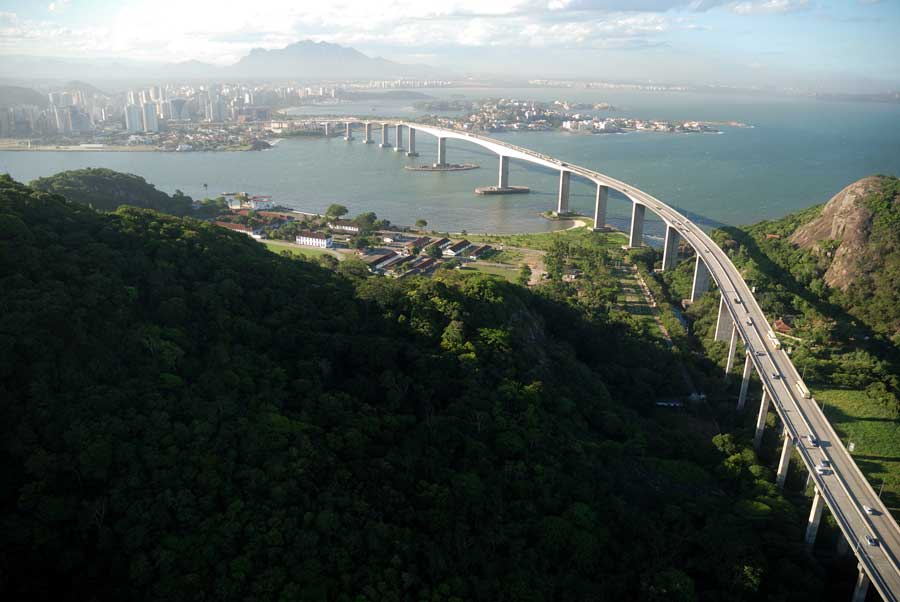
Terceira Ponte

A prova inicia-se na Praia de Camburi em Vitória, atravessa a Terceira Ponte que divide os municípios de Vitória e Vila Velha, com vista para o Convento da Penha, grande ponto turístico e religioso do estado. A chegada é em frente à fábrica da Chocolates Garoto no bairro da Glória em Vila Velha.

## Corrida Garotada
A Corrida Garotada é versão para crianças e jovens de 6 a 17 anos da Dez Milhas Garoto. Em 2017 foi a 16ª edição da prova com distâncias de 200 a 1600 metros realizados apenas na cidade de Vila Velha, um dia antes da Dez Milhas Garoto.

## Vencedores
| Ano  | Homens                                  | País                                    | Tempo                                   | Mulheres                                | País                                    | Tempo                                   |
| ---- | --------------------------------------- | --------------------------------------- | --------------------------------------- | --------------------------------------- | --------------------------------------- | --------------------------------------- |
| 2024 | Nicolas Kiptoo Kosgei                   | Quénia                                  | 46:32                                   | Viola Jelagat                           | Quénia                                  | 56:08                                   |
| 2023 | Altobeli Santos da Silva                | Brasil                                  | 50:24                                   | Scholastica Japkemboi                   | Uganda                                  | 58:24                                   |
| 2022 | Giovani dos Santos                      | Brasil                                  | 48:21                                   | Mestawut Trunet                         | Etiópia                                 | 56:45                                   |
| 2021 | Cancelada devido à Pandemia da Covid-19 | Cancelada devido à Pandemia da Covid-19 | Cancelada devido à Pandemia da Covid-19 | Cancelada devido à Pandemia da Covid-19 | Cancelada devido à Pandemia da Covid-19 | Cancelada devido à Pandemia da Covid-19 |
| 2020 | Cancelada devido à Pandemia da Covid-19 | Cancelada devido à Pandemia da Covid-19 | Cancelada devido à Pandemia da Covid-19 | Cancelada devido à Pandemia da Covid-19 | Cancelada devido à Pandemia da Covid-19 | Cancelada devido à Pandemia da Covid-19 |
| 2019 | Geofry Kipchumba                        | Quénia                                  | 48:18                                   | Viola Chemos                            | Uganda                                  | 59:39                                   |
| 2018 | Wellington Bezerra da Silva             | Brasil                                  | 48:55                                   | Esther Chesang Kakuri                   | Quénia                                  | 57:18                                   |
| 2017 | Belete Adere Tola                       | Etiópia                                 | 48:15                                   | Esther Chesang Kakuri                   | Quénia                                  | 57:40                                   |
| 2016 | Joseph Kachapin Aperumoi                | Quénia                                  | 47:29                                   | Consolata Cherotich                     | Quénia                                  | 59:49                                   |
| 2015 | Edwin Kipsang                           | Quénia                                  | 47:52                                   | Delvine Relin                           | Quénia                                  | 54:50                                   |
| 2014 | Leul Gerbresilase                       | Etiópia                                 | 47:18                                   | Delvine Relin                           | Quénia                                  | 57:08                                   |
| 2013 | Edwin Kipsang                           | Quénia                                  | 47:00                                   | Nancy Kipron                            | Quénia                                  | 55:16                                   |
| 2012 | Joseph Kachapin Aperumoi                | Quénia                                  | 47:01                                   | Rumokol Chepkanan                       | Quénia                                  | 54:13                                   |
| 2011 | Kimutai Kiplimo                         | Quénia                                  | 48:05                                   | Eunice Jepkirui Kirwa                   | Quénia                                  | 55:43                                   |
| 2010 | Marílson Gomes dos Santos               | Brasil                                  | 47:45                                   | Eunice Jepkirui Kirwa                   | Quénia                                  | 55:11                                   |
| 2009 | Franck Caldeira                         | Brasil                                  | 47:58                                   | Meseret Heilu                           | Etiópia                                 | 56:05                                   |
| 2008 | Willian Gomes                           | Brasil                                  | 48:39                                   | Nancy Kipron                            | Quénia                                  | 56:24                                   |
| 2007 | Clodoaldo Gomes da Silva                | Brasil                                  | 48:44                                   | Ednalva Silva                           | Brasil                                  | 55:49                                   |
| 2006 | Marílson Gomes dos Santos               | Brasil                                  | 47:39                                   | Lucélia Peres                           | Brasil                                  | 55:23                                   |
| 2005 | Franck Caldeira                         | Brasil                                  | 48:23                                   | Márcia Narloch                          | Brasil                                  | 56:20                                   |
| 2004 | Marílson Gomes dos Santos               | Brasil                                  | 47:53                                   | Márcia Narloch                          | Brasil                                  | 56:25                                   |
| 2003 | Valdenor dos Santos                     | Brasil                                  | 48:58                                   | Márcia Narloch                          | Brasil                                  | 56:01                                   |
| 2002 | Marílson Gomes dos Santos               | Brasil                                  | 47:41                                   | Márcia Narloch                          | Brasil                                  | 55:10                                   |
| 2001 | Não disputada                           | Não disputada                           | Não disputada                           | Não disputada                           | Não disputada                           | Não disputada                           |
| 2000 | Joseph Waweru                           | Quénia                                  | 47:24                                   | Márcia Narloch                          | Brasil                                  | 55:52                                   |
| 1999 | John Gwako                              | Quénia                                  | 47:23                                   | Viviany Anderson                        | Brasil                                  | 55:41                                   |
| 1998 | John Gwako                              | Quénia                                  | 47:19                                   | Márcia Narloch                          | Brasil                                  | 55:41                                   |
| 1997 | Ronaldo da Costa                        | Brasil                                  | 47:21                                   | Risoneide Wanderley                     | Brasil                                  | 56:43                                   |
| 1996 | Delmir dos Santos                       | Brasil                                  | 48:04                                   | Maria de Lourdes da Silva               | Brasil                                  | 56:18                                   |
| 1995 | Adalberto Garcia                        | Brasil                                  | 47:21                                   | Viviany Anderson                        | Brasil                                  | 56:24                                   |
| 1994 | Tomix da Costa                          | Brasil                                  | 48:25                                   | Silvana Pereira                         | Brasil                                  | 57:35                                   |
| 1993 | Luís Antônio dos Santos                 | Brasil                                  | 47:45                                   | Silvana Pereira                         | Brasil                                  | 56:48                                   |
| 1992 | Delmir dos Santos                       | Brasil                                  | 50:45                                   | Viviany Anderson                        | Brasil                                  | 01:00:48                                |
| 1991 | Luís Antônio dos Santos                 | Brasil                                  | 45:49                                   | Silvana Pereira                         | Brasil                                  | 53:06                                   |
| 1990 | Severino da Silva                       | Brasil                                  | 46:42                                   | Sônia Márcia Rodrigues                  | Brasil                                  | 56:42                                   |
| 1989 | Delmir dos Santos                       | Brasil                                  | 50:28                                   | Nerci Freitas Costa                     | Brasil                                  | 01:04:19                                |

## Vitórias por país
| País    | Títulos |
| ------- | ------- |
| Brasil  | 21      |
| Quênia  | 10      |
| Etiópia | 2       |

| País    | Títulos |
| ------- | ------- |
| Brasil  | 18      |
| Quênia  | 11      |
| Etiópia | 2       |
| Uganda  | 2       |